# Honour of Peverel
L'Honour of Peverel, également connu sous le nom de baronnie féodale du Peak, est une zone géographique du nord de l'Angleterre comprenant une partie de la baronnie féodale historique détenue par la famille normande des Peverel.
L'Honour a été accordé à William Peverel par Guillaume le Conquérant.

## Description
L'honour est enregistré dans le Domesday Book de 1086 et se compose de terres importantes comprenant 162 manoirs, dont :
- Château de Bolsover - qui devint le siège de la famille Peverel
- Château de Nottingham
- Château de Codnor
- Pinxton
- Duston (en)
- Château de Peveril à Castleton dans le Derbyshire
- Glapwell
- Eastwood dans le Nottinghamshire
- Langar Hall

Le fils de William Peverel, William Peverel le Jeune, hérite du territoire, mais, accusé de trahison par le roi Henri II, le perd. Le roi le passe alors à Ranulph de Gernon, 2e comte de Chester, qui meurt avant de pouvoir en prendre possession.

## Littérature
L'histoire des Peverel constitue la toile de fond du roman historique Peveril of the Peak, de Sir Walter Scott qui se déroule au XVIIe siècle et a été publié en 1823.